# Chen Yan (Dichter)
Chen Yan (chinesisch 陳衍 / 陈衍, Pinyin Chén Yǎn, W.-G. Ch'en Yen; geboren 1856; gestorben 1937), hao: Shiyi 石遺, war ein chinesischer Gelehrter und Dichter. Chen Yan ist mit den Reformen von 1898 und dem Tongguang-Stil in der Poesie verbunden. Am bekanntesten ist sein Werk Shangshu juyao 尚书举要 über das Shangshu 尚书.

## Schriften (Auswahl)
- Shangshu juyao 尚书举要 (Shiyishi congshu 石遗室丛书)[4] (HYDZD-Bibliographie 2)
- Chen Shiyi ji 陈石遗集. Fujian renmin chubanshe 福建人民出版社 2001
- Shiyi shi shihua (4 ce)